# Danh sách cầu thủ tham dự giải vô địch bóng đá U-17 thế giới 2003
Các cầu thủ in đậm từng thi đấu cho đội tuyển quốc gia.

## Bảng A

### Phần Lan
Huấn luyện viên:  Jyrki Heliskoski
| Số | Vt | Cầu thủ                 | Ngày sinh (tuổi)            | Số trận | Câu lạc bộ        |
| -- | -- | ----------------------- | --------------------------- | ------- | ----------------- |
| 1  | TM | Aapo Kiljunen           | 24 tháng 1, 1986 (17 tuổi)  |         | MYPA              |
| 2  | TV | Marko Tyyskä            | 28 tháng 12, 1986 (16 tuổi) |         | KooTeePee         |
| 3  | TV | Tommi Vesala            | 12 tháng 1, 1986 (17 tuổi)  |         | FC Espoo          |
| 4  | HV | Kristian Kojola         | 12 tháng 9, 1986 (16 tuổi)  |         | FC Espoo          |
| 5  | HV | Erik Westerholm         | 4 tháng 3, 1986 (17 tuổi)   |         | TPV               |
| 6  | HV | Jermu Gustafsson (c)    | 22 tháng 6, 1986 (17 tuổi)  |         | VG-62             |
| 7  | TV | Kasper Hämäläinen       | 8 tháng 8, 1986 (17 tuổi)   |         | TPS               |
| 8  | TV | Eetu Muinonen           | 5 tháng 4, 1986 (17 tuổi)   |         | MYPA              |
| 9  | TĐ | Tomi Petrescu           | 24 tháng 7, 1986 (17 tuổi)  |         | Leicester City    |
| 10 | TV | Jussi-Pekka Savolainen  | 25 tháng 6, 1986 (17 tuổi)  |         | Pallo-Iirot       |
| 11 | TĐ | Jarno Parikka           | 21 tháng 7, 1986 (17 tuổi)  |         | HJK               |
| 12 | TM | Turo Simolin            | 18 tháng 1, 1986 (17 tuổi)  |         | FC Espoo          |
| 13 | TV | Ümit Menekse            | 13 tháng 2, 1986 (17 tuổi)  |         | Klubi-04          |
| 14 | TV | Tim Sparv               | 20 tháng 2, 1987 (16 tuổi)  |         | Southampton       |
| 15 | HV | Sami Sanevuori          | 20 tháng 2, 1986 (17 tuổi)  |         | VG-62             |
| 16 | TV | Tuomo Turunen           | 30 tháng 8, 1987 (15 tuổi)  |         | KooTeePee         |
| 17 | TĐ | Jami Puustinen          | 9 tháng 1, 1987 (16 tuổi)   |         | Manchester United |
| 18 | TĐ | Jarkko Hurme            | 4 tháng 6, 1986 (17 tuổi)   |         | OLS               |
| 19 | HV | Ville-Veikko Savolainen | 25 tháng 1, 1986 (17 tuổi)  |         | FC Lahti          |
| 20 | TM | Jon Masalin             | 29 tháng 1, 1986 (17 tuổi)  |         | Aston Villa       |

### Trung Quốc
Huấn luyện viên:  Liu Chunming
| Số | Vt | Cầu thủ         | Ngày sinh (tuổi)           | Số trận | Câu lạc bộ |
| -- | -- | --------------- | -------------------------- | ------- | ---------- |
| 1  | TM | Tian Xu         | 15 tháng 2, 1986 (17 tuổi) |         |            |
| 2  | HV | Hao Qiang       | 17 tháng 1, 1986 (17 tuổi) |         |            |
| 3  | HV | Cai Xi          | 18 tháng 1, 1986 (17 tuổi) |         |            |
| 4  | HV | Lang Zheng      | 22 tháng 7, 1986 (17 tuổi) |         |            |
| 5  | HV | Li Chenghua (c) | 27 tháng 6, 1986 (17 tuổi) |         |            |
| 6  | TV | Li Chunyu       | 9 tháng 10, 1986 (16 tuổi) |         |            |
| 7  | TV | Li Benjian      | 5 tháng 3, 1986 (17 tuổi)  |         |            |
| 8  | TV | Hao Junmin      | 24 tháng 3, 1987 (16 tuổi) |         |            |
| 9  | TV | Wang Yongpo     | 19 tháng 1, 1987 (16 tuổi) |         |            |
| 10 | TĐ | Mao Jianqing    | 8 tháng 8, 1986 (17 tuổi)  |         |            |
| 11 | TĐ | Jiang Chen      | 24 tháng 6, 1986 (17 tuổi) |         |            |
| 12 | TĐ | Mao Biao        | 24 tháng 7, 1987 (16 tuổi) |         |            |
| 13 | HV | Guo Mingyue     | 7 tháng 3, 1986 (17 tuổi)  |         |            |
| 14 | TV | Xu Wen          | 13 tháng 4, 1986 (17 tuổi) |         |            |
| 15 | HV | Liu Qing        | 5 tháng 4, 1986 (17 tuổi)  |         |            |
| 16 | HV | Xu Qun          | 22 tháng 1, 1986 (17 tuổi) |         |            |
| 17 | TV | Bai Long        | 13 tháng 6, 1986 (17 tuổi) |         |            |
| 18 | TĐ | Jiang Ning      | 1 tháng 9, 1986 (16 tuổi)  |         |            |
| 19 | TM | Lai Li          | 8 tháng 9, 1986 (16 tuổi)  |         |            |
| 20 | TM | Ou Ya           | 14 tháng 2, 1986 (17 tuổi) |         |            |

### México
Huấn luyện viên:  Julio Grondona
| Số | Vt | Cầu thủ             | Ngày sinh (tuổi)            | Số trận | Câu lạc bộ |
| -- | -- | ------------------- | --------------------------- | ------- | ---------- |
| 1  | TM | José Alamo          | 16 tháng 8, 1986 (16 tuổi)  |         |            |
| 2  | HV | David Cavazos       | 7 tháng 1, 1986 (17 tuổi)   |         |            |
| 3  | HV | Óscar Herrera       | 16 tháng 1, 1986 (17 tuổi)  |         |            |
| 4  | HV | Luís Robles         | 22 tháng 9, 1986 (16 tuổi)  |         |            |
| 5  | TV | Alberto Ramírez (c) | 1 tháng 2, 1986 (17 tuổi)   |         |            |
| 6  | HV | David Sánchez       | 7 tháng 7, 1986 (17 tuổi)   |         |            |
| 7  | TV | Samuel Herrera      | 24 tháng 4, 1986 (17 tuổi)  |         |            |
| 8  | TV | Diego Estanislao    | 12 tháng 3, 1986 (17 tuổi)  |         |            |
| 9  | TĐ | Rafael Murguía      | 16 tháng 2, 1986 (17 tuổi)  |         |            |
| 10 | TV | Julio Ceja          | 2 tháng 6, 1986 (17 tuổi)   |         |            |
| 11 | TV | Emilio López        | 10 tháng 5, 1986 (17 tuổi)  |         |            |
| 12 | TM | Jonathan Orozco     | 12 tháng 5, 1986 (17 tuổi)  |         |            |
| 13 | HV | Manuel Mariaca      | 4 tháng 1, 1986 (17 tuổi)   |         |            |
| 14 | HV | Diego Jiménez       | 7 tháng 4, 1986 (17 tuổi)   |         |            |
| 15 | TV | Vincente González   | 3 tháng 3, 1986 (17 tuổi)   |         |            |
| 16 | TĐ | Pedro Osório        | 3 tháng 4, 1986 (17 tuổi)   |         |            |
| 17 | TV | Gerardo Flores      | 5 tháng 2, 1986 (17 tuổi)   |         |            |
| 18 | TĐ | José Santiago       | 28 tháng 11, 1986 (16 tuổi) |         |            |
| 19 | HV | Willy Guerrero      | 31 tháng 5, 1986 (17 tuổi)  |         |            |
| 20 | TM | Óscar González      | 9 tháng 8, 1986 (17 tuổi)   |         |            |

### Colombia
Huấn luyện viên:  Eduardo Lara
| Số | Vt | Cầu thủ             | Ngày sinh (tuổi)            | Số trận | Câu lạc bộ |
| -- | -- | ------------------- | --------------------------- | ------- | ---------- |
| 1  | TM | Libis Arenas        | 12 tháng 5, 1987 (16 tuổi)  |         |            |
| 2  | HV | Jimmy Estacio       | 8 tháng 1, 1986 (17 tuổi)   |         |            |
| 3  | HV | Cristián Zapata     | 30 tháng 9, 1986 (16 tuổi)  |         |            |
| 4  | HV | Victor Vargas       | 3 tháng 4, 1986 (17 tuổi)   |         |            |
| 5  | HV | Juan Carlos Morales | 17 tháng 2, 1986 (17 tuổi)  |         |            |
| 6  | HV | Harrison Morales    | 20 tháng 6, 1986 (17 tuổi)  |         |            |
| 7  | HV | Pablo Armero        | 2 tháng 11, 1986 (16 tuổi)  |         |            |
| 8  | TV | Anthony Tapia       | 16 tháng 1, 1987 (16 tuổi)  |         |            |
| 9  | TĐ | Juan Gilberto Nuñez | 25 tháng 3, 1986 (17 tuổi)  |         |            |
| 10 | TV | Sebastián Hernández | 2 tháng 10, 1986 (16 tuổi)  |         |            |
| 11 | TV | Harrison Otálvaro   | 28 tháng 2, 1986 (17 tuổi)  |         |            |
| 12 | TM | Carlos Abella       | 25 tháng 1, 1986 (17 tuổi)  |         |            |
| 13 | TV | Fredy Guarín (c)    | 30 tháng 6, 1986 (17 tuổi)  |         |            |
| 14 | TV | Alberto Bolívar     | 22 tháng 10, 1986 (16 tuổi) |         |            |
| 15 | TĐ | Carlos Hidalgo      | 25 tháng 4, 1986 (17 tuổi)  |         |            |
| 16 | TĐ | Adrián Ramos        | 22 tháng 1, 1986 (17 tuổi)  |         |            |
| 17 | HV | Victor Palacio      | 28 tháng 2, 1986 (17 tuổi)  |         |            |
| 18 | TV | Edwin Móvil         | 7 tháng 5, 1986 (17 tuổi)   |         |            |
| 19 | HV | Mario Vasquez       | 14 tháng 7, 1986 (17 tuổi)  |         |            |
| 20 | TV | Mario Gómez         | 6 tháng 3, 1986 (17 tuổi)   |         |            |

## Bảng B

### Argentina
Huấn luyện viên:  Hugo Tocalli
| Số | Vt | Cầu thủ           | Ngày sinh (tuổi)            | Số trận | Câu lạc bộ          |
| -- | -- | ----------------- | --------------------------- | ------- | ------------------- |
| 1  | TM | Óscar Ustari      | 3 tháng 7, 1986 (17 tuổi)   |         | Independiente       |
| 2  | HV | Ezequiel Garay    | 10 tháng 10, 1986 (16 tuổi) |         | Newell's Old Boys   |
| 3  | HV | Lucas Sánchez     | 30 tháng 7, 1986 (17 tuổi)  |         | Talleres de Córdoba |
| 4  | HV | Pablo Alvarado    | 27 tháng 2, 1986 (17 tuổi)  |         | San Lorenzo         |
| 5  | TV | Lucas Biglia (c)  | 30 tháng 1, 1986 (17 tuổi)  |         | Argentinos Juniors  |
| 6  | HV | Lautaro Formica   | 27 tháng 1, 1986 (17 tuổi)  |         | Newell's Old Boys   |
| 7  | TV | Neri Cardozo      | 8 tháng 8, 1986 (17 tuổi)   |         | Boca Juniors        |
| 8  | TV | Leandro Díaz      | 26 tháng 6, 1986 (17 tuổi)  |         | Boca Juniors        |
| 9  | TĐ | Ariel Cólzera     | 15 tháng 4, 1986 (17 tuổi)  |         | Boca Juniors        |
| 10 | TV | Mariano Hassell   | 14 tháng 2, 1986 (17 tuổi)  |         | San Lorenzo         |
| 11 | TĐ | Diego Lagos       | 5 tháng 3, 1986 (17 tuổi)   |         | Lanús               |
| 12 | TM | Mariano Arnulfo   | 2 tháng 3, 1986 (17 tuổi)   |         | Boca Juniors        |
| 13 | TV | Walter Acevedo    | 16 tháng 2, 1986 (17 tuổi)  |         | San Lorenzo         |
| 14 | HV | Lucas D'Alegre    | 27 tháng 3, 1986 (17 tuổi)  |         | Boca Juniors        |
| 15 | HV | Matías Cahais     | 24 tháng 12, 1987 (15 tuổi) |         | Boca Juniors        |
| 16 | TV | Alejandro Faurlín | 9 tháng 8, 1986 (17 tuổi)   |         | Rosario Central     |
| 17 | TĐ | Hernán Peirone    | 28 tháng 5, 1986 (17 tuổi)  |         | San Lorenzo         |
| 18 | TĐ | Gonzalo Ludueña   | 12 tháng 3, 1986 (17 tuổi)  |         | River Plate         |
| 19 | TV | Fernando Gago     | 10 tháng 4, 1986 (17 tuổi)  |         | Boca Juniors        |
| 20 | TM | Nahuel Guzmán     | 10 tháng 2, 1986 (17 tuổi)  |         | Newell's Old Boys   |

### Úc
Huấn luyện viên:  Ange Postecoglou
| Số | Vt | Cầu thủ           | Ngày sinh (tuổi)            | Số trận | Câu lạc bộ |
| -- | -- | ----------------- | --------------------------- | ------- | ---------- |
| 1  | TM | Nick Crossley     | 12 tháng 9, 1987 (15 tuổi)  |         |            |
| 2  | HV | Ben Griffin       | 7 tháng 3, 1986 (17 tuổi)   |         |            |
| 3  | TV | Lachlan Cahill    | 1 tháng 3, 1986 (17 tuổi)   |         |            |
| 4  | HV | Nigel Boogaard    | 14 tháng 8, 1986 (16 tuổi)  |         |            |
| 5  | HV | Keegan Wolfenden  | 4 tháng 4, 1986 (17 tuổi)   |         |            |
| 6  | HV | Jacob Timpano (c) | 3 tháng 1, 1986 (17 tuổi)   |         |            |
| 7  | TV | Kristian Sarkies  | 25 tháng 10, 1986 (16 tuổi) |         |            |
| 8  | TV | Erik Paartalu     | 3 tháng 5, 1986 (17 tuổi)   |         |            |
| 9  | TĐ | Dez Giraldi       | 24 tháng 3, 1986 (17 tuổi)  |         |            |
| 10 | TĐ | Serkan Öksüz      | 16 tháng 6, 1986 (17 tuổi)  |         |            |
| 11 | TĐ | Adam Casey        | 1 tháng 5, 1986 (17 tuổi)   |         |            |
| 12 | TM | Mario Aparicio    | 13 tháng 2, 1986 (17 tuổi)  |         |            |
| 13 | TV | Matt Christensen  | 8 tháng 6, 1986 (17 tuổi)   |         |            |
| 14 | TĐ | Richard Cardozo   | 28 tháng 3, 1986 (17 tuổi)  |         |            |
| 15 | HV | Adrian Leijer     | 25 tháng 3, 1986 (17 tuổi)  |         |            |
| 16 | TV | Dane Richardson   | 24 tháng 7, 1986 (17 tuổi)  |         |            |
| 17 | TĐ | Matt Hilton       | 27 tháng 2, 1986 (17 tuổi)  |         |            |
| 18 | TĐ | Matthew Deegan    | 4 tháng 2, 1986 (17 tuổi)   |         |            |
| 19 | TV | Angelo Martino    | 12 tháng 1, 1986 (17 tuổi)  |         |            |
| 20 | TM | Nathan Hughes     | 10 tháng 9, 1986 (16 tuổi)  |         |            |

### Costa Rica
Huấn luyện viên:  Manuel Ureña
| Số | Vt | Cầu thủ           | Ngày sinh (tuổi)            | Số trận | Câu lạc bộ |
| -- | -- | ----------------- | --------------------------- | ------- | ---------- |
| 1  | TM | Daniel Cambronero | 8 tháng 1, 1986 (17 tuổi)   |         |            |
| 2  | HV | Elder Díaz        | 26 tháng 7, 1986 (17 tuổi)  |         |            |
| 3  | HV | Daniel Arce (c)   | 17 tháng 2, 1986 (17 tuổi)  |         |            |
| 4  | HV | Erick Sánchez     | 23 tháng 4, 1986 (17 tuổi)  |         |            |
| 5  | HV | Ariel Rodríguez   | 22 tháng 4, 1986 (17 tuổi)  |         |            |
| 6  | TV | Crisanto Esquivel | 1 tháng 1, 1986 (17 tuổi)   |         |            |
| 7  | TV | Yosimar Arias     | 24 tháng 9, 1986 (16 tuổi)  |         |            |
| 8  | TV | Wálter Chévez     | 6 tháng 5, 1986 (17 tuổi)   |         |            |
| 9  | TĐ | Gherland McDonald | 6 tháng 9, 1986 (16 tuổi)   |         |            |
| 10 | TV | Jorge Chávez      | 15 tháng 6, 1986 (17 tuổi)  |         |            |
| 11 | HV | Pablo Rodríguez   | 1 tháng 3, 1986 (17 tuổi)   |         |            |
| 12 | HV | Kenny Mitchel     | 6 tháng 9, 1986 (16 tuổi)   |         |            |
| 13 | TM | José Jiménez      | 12 tháng 1, 1987 (16 tuổi)  |         |            |
| 14 | HV | Roberto Flores    | 15 tháng 1, 1987 (16 tuổi)  |         |            |
| 15 | TĐ | Alonso Salazar    | 21 tháng 5, 1986 (17 tuổi)  |         |            |
| 16 | HV | Jorge Quiros      | 7 tháng 5, 1986 (17 tuổi)   |         |            |
| 17 | TĐ | José Delgado      | 13 tháng 2, 1986 (17 tuổi)  |         |            |
| 18 | TM | Keylor Navas      | 15 tháng 12, 1986 (16 tuổi) |         |            |
| 19 | TV | Óscar Madriz      | 17 tháng 1, 1986 (17 tuổi)  |         |            |
| 20 | TV | José Garro        | 7 tháng 6, 1986 (17 tuổi)   |         |            |

### Nigeria
Huấn luyện viên:  Augustine Eguavoen
| Số | Vt | Cầu thủ              | Ngày sinh (tuổi)            | Số trận | Câu lạc bộ |
| -- | -- | -------------------- | --------------------------- | ------- | ---------- |
| 1  | TM | Ambruse Vanzekin (c) | 14 tháng 7, 1986 (17 tuổi)  |         |            |
| 2  | HV | Efe Unukpo           | 12 tháng 5, 1987 (16 tuổi)  |         |            |
| 3  | HV | Awwalu Aminu         | 2 tháng 1, 1986 (17 tuổi)   |         |            |
| 4  | HV | Omoh Attah           | 17 tháng 2, 1986 (17 tuổi)  |         |            |
| 5  | HV | Nkem Ovunwo          | 7 tháng 7, 1986 (17 tuổi)   |         |            |
| 6  | HV | Echezona Anyichie    | 14 tháng 5, 1986 (17 tuổi)  |         |            |
| 7  | TĐ | Emmanuel Sarki       | 26 tháng 12, 1987 (15 tuổi) |         |            |
| 8  | TĐ | Ezekiel Bala         | 8 tháng 4, 1987 (16 tuổi)   |         |            |
| 9  | TĐ | Isaac Promise        | 2 tháng 12, 1987 (15 tuổi)  |         |            |
| 10 | TV | John Obi Mikel       | 22 tháng 4, 1987 (16 tuổi)  |         |            |
| 11 | TĐ | Chinedu Obasi        | 1 tháng 6, 1986 (17 tuổi)   |         |            |
| 12 | TM | Mustapha Salihu      | 1 tháng 12, 1987 (15 tuổi)  |         |            |
| 13 | TĐ | Solomon Okoronkwo    | 2 tháng 3, 1987 (16 tuổi)   |         |            |
| 14 | TV | Kola Anubi           | 24 tháng 3, 1987 (16 tuổi)  |         |            |
| 15 | HV | Chamberlain Ekrebe   | 31 tháng 12, 1987 (15 tuổi) |         |            |
| 16 | TĐ | Chijioke Ebigbo      | 22 tháng 6, 1987 (16 tuổi)  |         |            |
| 17 | HV | Charles Amaihwe      | 1 tháng 3, 1987 (16 tuổi)   |         |            |
| 18 | HV | Morufu Adetoro       | 13 tháng 11, 1986 (16 tuổi) |         |            |
| 19 | TV | John Egharevba       | 23 tháng 10, 1988 (14 tuổi) |         |            |
| 20 | TM | Tope Okeowo          | 20 tháng 12, 1988 (14 tuổi) |         |            |

## Bảng C

### Yemen
Huấn luyện viên:  Amen Al-Sunaini
| Số | Vt | Cầu thủ            | Ngày sinh (tuổi)            | Số trận | Câu lạc bộ |
| -- | -- | ------------------ | --------------------------- | ------- | ---------- |
| 1  | TM | Mohammed Ayash     | 6 tháng 3, 1986 (17 tuổi)   |         |            |
| 2  | TV | Mohammed Alwah     | 15 tháng 3, 1986 (17 tuổi)  |         |            |
| 3  | HV | Abdullah Al-Safi   | 26 tháng 2, 1986 (17 tuổi)  |         |            |
| 4  | HV | Yaser Al-Badani    | 2 tháng 2, 1986 (17 tuổi)   |         |            |
| 5  | HV | Ali Al-Baiti       | 17 tháng 3, 1986 (17 tuổi)  |         |            |
| 6  | TĐ | Sami Juaim         | 3 tháng 5, 1986 (17 tuổi)   |         |            |
| 7  | TV | Fuad Al-Ammari     | 13 tháng 2, 1986 (17 tuổi)  |         |            |
| 8  | TV | Khaled Baleid      | 2 tháng 11, 1986 (16 tuổi)  |         |            |
| 9  | TV | Galal Al-Qatta     | 16 tháng 6, 1986 (17 tuổi)  |         |            |
| 10 | TV | Akram Al-Selwi     | 8 tháng 9, 1986 (16 tuổi)   |         |            |
| 11 | TĐ | Ebrahim Saleh      | 26 tháng 6, 1986 (17 tuổi)  |         |            |
| 12 | HV | Hemyar Al-Mesri    | 7 tháng 1, 1986 (17 tuổi)   |         |            |
| 13 | TM | Halim Al-Jabali    | 13 tháng 2, 1986 (17 tuổi)  |         |            |
| 14 | HV | Wasim Al-Qor       | 22 tháng 2, 1986 (17 tuổi)  |         |            |
| 15 | TV | Akram Al-Worafi    | 12 tháng 11, 1986 (16 tuổi) |         |            |
| 16 | TĐ | Abdulelah Sharyan  | 11 tháng 1, 1986 (17 tuổi)  |         |            |
| 17 | HV | Esmat Al-Khtshi    | 9 tháng 4, 1986 (17 tuổi)   |         |            |
| 18 | TM | Anwar Al-Aug       | 5 tháng 2, 1986 (17 tuổi)   |         |            |
| 19 | HV | Mohanad Munassar   | 15 tháng 3, 1986 (17 tuổi)  |         |            |
| 20 | TV | Abdo Al-Edresi (c) | 16 tháng 2, 1986 (17 tuổi)  |         |            |

### Bồ Đào Nha
Huấn luyện viên:  Antonio Violante
| Số | Vt | Cầu thủ           | Ngày sinh (tuổi)            | Số trận | Câu lạc bộ           |
| -- | -- | ----------------- | --------------------------- | ------- | -------------------- |
| 1  | TM | Pedro Freitas     | 31 tháng 8, 1986 (16 tuổi)  |         | Vitória de Guimarães |
| 2  | HV | João Dias         | 23 tháng 12, 1986 (16 tuổi) |         | Braga                |
| 3  | HV | Tiago Gomes       | 29 tháng 7, 1986 (17 tuổi)  |         | Benfica              |
| 4  | HV | Miguel Veloso (c) | 11 tháng 5, 1986 (17 tuổi)  |         | Sporting CP          |
| 5  | HV | Tiago Costa       | 27 tháng 10, 1986 (16 tuổi) |         | Porto                |
| 6  | TV | Paulo Machado     | 31 tháng 3, 1986 (17 tuổi)  |         | Porto                |
| 7  | TĐ | Vieirinha         | 24 tháng 1, 1986 (17 tuổi)  |         | Porto                |
| 8  | TV | João Moutinho     | 8 tháng 9, 1986 (16 tuổi)   |         | Sporting CP          |
| 9  | TĐ | Carlos Saleiro    | 25 tháng 2, 1986 (17 tuổi)  |         | Sporting CP          |
| 10 | TV | Márcio Sousa      | 23 tháng 3, 1986 (17 tuổi)  |         | Porto                |
| 11 | TĐ | Hélder Barbosa    | 26 tháng 5, 1987 (16 tuổi)  |         | Porto                |
| 12 | TM | Mário Felgueiras  | 12 tháng 12, 1986 (16 tuổi) |         | Sporting CP          |
| 13 | TV | Vítor Vinha       | 11 tháng 11, 1986 (16 tuổi) |         | Académica de Coimbra |
| 14 | HV | Paulo Ricardo     | 3 tháng 3, 1986 (17 tuổi)   |         | Vitória de Guimarães |
| 15 | TĐ | João Pedro        | 4 tháng 5, 1986 (17 tuổi)   |         | Braga                |
| 16 | TV | Bruno Gama        | 15 tháng 11, 1987 (15 tuổi) |         | Braga                |
| 17 | TV | João Coimbra      | 24 tháng 5, 1986 (17 tuổi)  |         | Benfica              |
| 18 | TV | Manuel Curto      | 9 tháng 7, 1986 (17 tuổi)   |         | Benfica              |
| 19 | TV | Manuel Fernandes  | 5 tháng 2, 1986 (17 tuổi)   |         | Benfica              |
| 20 | TM | Hugo Marques      | 15 tháng 1, 1986 (17 tuổi)  |         | Porto                |

### Cameroon
Huấn luyện viên:  Anatole Abee
| Số | Vt | Cầu thủ           | Ngày sinh (tuổi)            | Số trận | Câu lạc bộ |
| -- | -- | ----------------- | --------------------------- | ------- | ---------- |
| 1  | TM | Oumarou Idrissou  | 18 tháng 3, 1986 (17 tuổi)  |         |            |
| 2  | HV | Jackson Eyinga    | 4 tháng 2, 1987 (16 tuổi)   |         |            |
| 3  | HV | Henri Namalui     | 27 tháng 10, 1986 (16 tuổi) |         |            |
| 4  | HV | Guy Bondoa        | 2 tháng 1, 1987 (16 tuổi)   |         |            |
| 5  | HV | Dany Nounkeu      | 11 tháng 4, 1986 (17 tuổi)  |         |            |
| 6  | HV | Armand Ebanda     | 30 tháng 4, 1987 (16 tuổi)  |         |            |
| 7  | TV | Alexandre Song    | 9 tháng 9, 1987 (15 tuổi)   |         |            |
| 8  | TV | Landry N'Guémo    | 28 tháng 11, 1986 (16 tuổi) |         |            |
| 9  | TĐ | Serge N'Gal       | 13 tháng 1, 1986 (17 tuổi)  |         |            |
| 10 | TV | Gilbert Momo (c)  | 14 tháng 2, 1986 (17 tuổi)  |         |            |
| 11 | HV | Stéphane Mbia     | 20 tháng 5, 1986 (17 tuổi)  |         |            |
| 12 | HV | Eugene Mbome      | 29 tháng 8, 1986 (16 tuổi)  |         |            |
| 13 | TV | Patrick Mevoungou | 15 tháng 2, 1986 (17 tuổi)  |         |            |
| 14 | TĐ | Jean Mbouemboue   | 11 tháng 11, 1986 (16 tuổi) |         |            |
| 15 | TĐ | Joseph Mawaye     | 14 tháng 5, 1986 (17 tuổi)  |         |            |
| 16 | TM | Luc Kalapach      | 11 tháng 3, 1986 (17 tuổi)  |         |            |
| 18 | TV | Cedrick Deumaga   | 30 tháng 1, 1986 (17 tuổi)  |         |            |
| 19 | TĐ | Atancho Giles     | 13 tháng 9, 1986 (16 tuổi)  |         |            |
| 20 | TĐ | Barnabé Atangana  | 4 tháng 6, 1987 (16 tuổi)   |         |            |
| 21 | HV | Didier Kouakam    | 5 tháng 7, 1986 (17 tuổi)   |         |            |

### Brasil
Huấn luyện viên:  Marcos Paquetá
| Số | Vt | Cầu thủ            | Ngày sinh (tuổi)            | Số trận | Câu lạc bộ       |
| -- | -- | ------------------ | --------------------------- | ------- | ---------------- |
| 1  | TM | Bruno Landgraf     | 1 tháng 5, 1986 (17 tuổi)   |         | São Paulo        |
| 2  | HV | Léo Matos          | 2 tháng 4, 1986 (17 tuổi)   |         | Marseille        |
| 3  | HV | João Guilherme (c) | 21 tháng 4, 1986 (17 tuổi)  |         | Internacional    |
| 4  | HV | Leonardo Moura     | 19 tháng 3, 1986 (17 tuổi)  |         | Santos           |
| 5  | TV | Júnior             | 28 tháng 2, 1986 (17 tuổi)  |         | Vasco da Gama    |
| 6  | HV | Sandro             | 19 tháng 3, 1986 (17 tuổi)  |         | Penafiel         |
| 7  | TV | Jonathan           | 27 tháng 2, 1986 (17 tuổi)  |         | Cruzeiro         |
| 8  | TV | Arouca             | 11 tháng 8, 1986 (17 tuổi)  |         | Fluminense       |
| 9  | TĐ | Thyago             | 5 tháng 1, 1986 (17 tuổi)   |         | São Paulo        |
| 10 | TV | Ederson            | 13 tháng 1, 1986 (17 tuổi)  |         | RS Futebol Clube |
| 11 | TĐ | Evandro Roncatto   | 24 tháng 5, 1986 (17 tuổi)  |         | Guarani          |
| 12 | TM | Marcelo Lomba      | 18 tháng 12, 1986 (16 tuổi) |         | Flamengo         |
| 13 | HV | Marlon             | 21 tháng 11, 1986 (16 tuổi) |         | Flamengo         |
| 14 | TV | Arthur             | 25 tháng 5, 1986 (17 tuổi)  |         | São Paulo        |
| 15 | TV | Felipe             | 11 tháng 1, 1986 (17 tuổi)  |         | Juventus         |
| 16 | TV | Juliano Mineiro    | 14 tháng 2, 1986 (17 tuổi)  |         | Fluminense       |
| 17 | HV | Ronny              | 11 tháng 5, 1986 (17 tuổi)  |         | Corinthians      |
| 18 | TĐ | Abuda              | 28 tháng 3, 1986 (17 tuổi)  |         | Corinthians      |
| 19 | TĐ | Hugo               | 6 tháng 1, 1986 (17 tuổi)   |         | Botafogo         |
| 20 | TM | Walisson           | 13 tháng 2, 1986 (17 tuổi)  |         | Guarani          |

## Bảng D

### Hàn Quốc
Huấn luyện viên:  Yoon Deuk-Yeo
| Số | Vt | Cầu thủ           | Ngày sinh (tuổi)            | Số trận | Câu lạc bộ                                 |
| -- | -- | ----------------- | --------------------------- | ------- | ------------------------------------------ |
| 1  | TM | Cha Gi-Suk        | 26 tháng 12, 1986 (16 tuổi) |         | Seoul Physical Education High School       |
| 2  | TV | Kim Jung-Hoon     | 15 tháng 5, 1986 (17 tuổi)  |         | Gamba Osaka                                |
| 3  | HV | Hwang Kyu-Hwan    | 18 tháng 6, 1986 (17 tuổi)  |         | Dongbuk High School                        |
| 4  | HV | Kang Jin-Wook     | 13 tháng 2, 1986 (17 tuổi)  |         | FC Metz                                    |
| 5  | HV | Jung In-Whan      | 15 tháng 12, 1986 (16 tuổi) |         | Yongin Football Center                     |
| 6  | TV | Lee Sang-Hyup     | 3 tháng 8, 1986 (17 tuổi)   |         | Dongbuk High School                        |
| 7  | HV | Baek Seung-Min    | 12 tháng 3, 1986 (17 tuổi)  |         | Yongin Football Center                     |
| 8  | HV | Shin Young-Chol   | 14 tháng 3, 1986 (17 tuổi)  |         | Pungsaeng High School                      |
| 9  | TĐ | Yang Dong-Hyun    | 28 tháng 3, 1986 (17 tuổi)  |         | Real Valladolid                            |
| 10 | TĐ | Han Dong-Won      | 6 tháng 4, 1986 (17 tuổi)   |         | Anyang LG Cheetahs                         |
| 11 | TV | Lee Yong-Rae      | 17 tháng 4, 1986 (17 tuổi)  |         | Yuseong Bio Science Technology High School |
| 12 | HV | Lee Sang-Yong (c) | 9 tháng 1, 1986 (17 tuổi)   |         | Pungsaeng High School                      |
| 13 | TM | Han Il-Koo        | 18 tháng 2, 1987 (16 tuổi)  |         | Pohang Jecheol Technical High School       |
| 14 | TV | Kim Jun           | 9 tháng 12, 1986 (16 tuổi)  |         | Suwon Samsung Bluewings                    |
| 15 | TĐ | Lee Hun           | 29 tháng 4, 1986 (17 tuổi)  |         | Sudo Electric Technical High School        |
| 16 | TV | Ahn Sang-Hyun     | 5 tháng 3, 1986 (17 tuổi)   |         | Anyang LG Cheetahs                         |
| 17 | TĐ | Ou Kyoung-Jun     | 10 tháng 12, 1987 (15 tuổi) |         | Metz                                       |
| 18 | TM | Kim Dae-Ho        | 15 tháng 4, 1986 (17 tuổi)  |         | Kyunghee High School                       |
| 19 | TĐ | Shin Young-Rok    | 27 tháng 3, 1987 (16 tuổi)  |         | Suwon Samsung Bluewings                    |
| 20 | HV | Lee Gang-Jin      | 25 tháng 4, 1986 (17 tuổi)  |         | Suwon Samsung Bluewings                    |

### Hoa Kỳ
Huấn luyện viên:  John Ellinger
| Số | Vt | Cầu thủ            | Ngày sinh (tuổi)            | Số trận | Câu lạc bộ |
| -- | -- | ------------------ | --------------------------- | ------- | ---------- |
| 1  | TM | Phil Marfuggi      | 15 tháng 1, 1986 (17 tuổi)  |         |            |
| 2  | HV | Kyle Helton        | 20 tháng 5, 1986 (17 tuổi)  |         |            |
| 3  | HV | Jonathan Spector   | 1 tháng 3, 1986 (17 tuổi)   |         |            |
| 4  | TV | Eddie Gaven        | 25 tháng 10, 1986 (16 tuổi) |         | MetroStars |
| 5  | HV | Dwight Owens       | 23 tháng 1, 1986 (17 tuổi)  |         |            |
| 6  | HV | Chris Germani      | 10 tháng 7, 1987 (15 tuổi)  |         |            |
| 7  | TV | Brian Grazier      | 17 tháng 3, 1986 (17 tuổi)  |         |            |
| 8  | TV | John DiRaimondo    | 23 tháng 4, 1986 (17 tuổi)  |         |            |
| 9  | TĐ | Michael Harrington | 24 tháng 1, 1986 (17 tuổi)  |         |            |
| 10 | TV | Guillermo González | 4 tháng 1, 1986 (17 tuổi)   |         |            |
| 11 | TV | Freddy Adu         | 2 tháng 6, 1989 (14 tuổi)   |         |            |
| 12 | HV | Steven Curfman     | 8 tháng 10, 1986 (16 tuổi)  |         |            |
| 13 | TĐ | Jamie Watson       | 10 tháng 4, 1986 (17 tuổi)  |         |            |
| 14 | HV | Julian Valentin    | 23 tháng 2, 1987 (16 tuổi)  |         |            |
| 15 | TV | Corey Ashe (c)     | 14 tháng 3, 1986 (17 tuổi)  |         |            |
| 16 | HV | Adrian Chevannes   | 17 tháng 6, 1986 (17 tuổi)  |         |            |
| 17 | TV | Danny Szetela      | 17 tháng 6, 1987 (16 tuổi)  |         |            |
| 18 | TM | Quentin Westberg   | 25 tháng 4, 1986 (17 tuổi)  |         |            |
| 19 | TĐ | Jacob Peterson     | 27 tháng 1, 1986 (17 tuổi)  |         |            |
| 20 | TM | Stephen Sandbo     | 23 tháng 2, 1987 (16 tuổi)  |         |            |

### Tây Ban Nha
Huấn luyện viên:  Juan Santisteban
| Số | Vt | Cầu thủ                | Ngày sinh (tuổi)            | Số trận | Câu lạc bộ      |
| -- | -- | ---------------------- | --------------------------- | ------- | --------------- |
| 1  | TM | Antonio Adán           | 13 tháng 5, 1987 (16 tuổi)  |         | Real Madrid     |
| 2  | HV | Manuel Ruz             | 5 tháng 4, 1986 (17 tuổi)   |         | Valencia        |
| 3  | HV | Raúl Llorente          | 2 tháng 4, 1986 (17 tuổi)   |         | Atlético Madrid |
| 4  | HV | Paco Borrego           | 6 tháng 6, 1986 (17 tuổi)   |         | Barcelona       |
| 5  | HV | Sergio Sánchez         | 3 tháng 4, 1986 (17 tuổi)   |         | Espanyol        |
| 6  | TV | Marcos Tébar           | 7 tháng 2, 1986 (17 tuổi)   |         | Real Madrid     |
| 7  | TV | Sisi                   | 22 tháng 4, 1986 (17 tuổi)  |         | Valencia        |
| 8  | TV | Markel Bergara         | 5 tháng 5, 1986 (17 tuổi)   |         | Real Sociedad   |
| 9  | TĐ | David Rodríguez        | 14 tháng 2, 1986 (17 tuổi)  |         | Atlético Madrid |
| 10 | TV | David Silva            | 8 tháng 1, 1986 (17 tuổi)   |         | Valencia        |
| 11 | TV | José Manuel Jurado (c) | 29 tháng 6, 1986 (17 tuổi)  |         | Real Madrid     |
| 12 | TV | Miguel Pallardó        | 5 tháng 9, 1986 (16 tuổi)   |         | Valencia        |
| 13 | TM | Iván García            | 14 tháng 1, 1986 (17 tuổi)  |         | Avilés          |
| 14 | HV | César Arzo             | 21 tháng 1, 1986 (17 tuổi)  |         | Villarreal      |
| 15 | TV | Javi García            | 8 tháng 2, 1987 (16 tuổi)   |         | Real Madrid     |
| 16 | TĐ | Xisco Nadal            | 27 tháng 6, 1986 (17 tuổi)  |         | Villarreal      |
| 17 | TV | Cesc Fàbregas          | 4 tháng 5, 1987 (16 tuổi)   |         | Arsenal         |
| 18 | TĐ | Oskitz Estefania       | 12 tháng 10, 1986 (16 tuổi) |         | Real Sociedad   |
| 19 | TĐ | José María Cases       | 23 tháng 11, 1986 (16 tuổi) |         | Villarreal      |
| 20 | TM | Javier Mandaluniz      | 15 tháng 1, 1987 (16 tuổi)  |         | Athletic        |

### Sierra Leone
Huấn luyện viên:  Musa Kallon
| Số | Vt | Cầu thủ           | Ngày sinh (tuổi)            | Số trận | Câu lạc bộ |
| -- | -- | ----------------- | --------------------------- | ------- | ---------- |
| 1  | TM | Patrick Bantamoi  | 24 tháng 5, 1986 (17 tuổi)  |         |            |
| 2  | HV | Daniel Taylor     | 4 tháng 12, 1987 (15 tuổi)  |         |            |
| 3  | HV | Umaru Bangura     | 7 tháng 10, 1987 (15 tuổi)  |         |            |
| 4  | HV | Mohamed Koroma    | 11 tháng 6, 1988 (15 tuổi)  |         |            |
| 5  | HV | Hassan Sesay      | 22 tháng 10, 1987 (15 tuổi) |         |            |
| 6  | HV | Mohamed Kamara    | 16 tháng 11, 1987 (15 tuổi) |         |            |
| 7  | HV | Mohamed Fornah    | 20 tháng 11, 1987 (15 tuổi) |         |            |
| 8  | TV | Alimamy Sesay     | 24 tháng 4, 1987 (16 tuổi)  |         |            |
| 9  | TV | Sampha Kamara     | 20 tháng 10, 1988 (14 tuổi) |         |            |
| 10 | TV | Samuel Barlay (c) | 15 tháng 9, 1986 (16 tuổi)  |         |            |
| 11 | TĐ | Obi Metzger       | 19 tháng 9, 1987 (15 tuổi)  |         |            |
| 12 | TM | Ibrahim Bangura   | 10 tháng 10, 1987 (15 tuổi) |         |            |
| 13 | TĐ | Emerson Samba     | 5 tháng 5, 1987 (16 tuổi)   |         |            |
| 14 | TV | Lansana Bayoh     | 9 tháng 2, 1987 (16 tuổi)   |         |            |
| 15 | TĐ | John Keister      | 1 tháng 1, 1988 (15 tuổi)   |         |            |
| 16 | TĐ | Ibrahim Tahini    | 25 tháng 7, 1987 (16 tuổi)  |         |            |
| 17 | HV | Abu Bakarr Sankoh | 23 tháng 6, 1987 (16 tuổi)  |         |            |
| 18 | TV | Kalie Jalloh      | 28 tháng 9, 1987 (15 tuổi)  |         |            |
| 19 | TĐ | Sheriff Suma      | 12 tháng 10, 1986 (16 tuổi) |         |            |
| 20 | TM | Unisa Bangura     | 23 tháng 7, 1987 (16 tuổi)  |         |            |